# 逃离猩球
《逃离猩球》（英語：Escape from the Planet of the Apes）是一部1971年出品的美国科幻电影，由唐·泰勒执导，罗迪·麦克道尔、金·亨特、布拉福德·迪尔曼等主演。该片为1968年到1973年出品的由亚瑟·P·雅各布斯任制作人的五部“人猿星球”系列电影中的第三部。
续集《征服猩球》已于1972年上映。